# 6864 Starkenburg
6864 Starkenburg (1991 RC4) là một tiểu hành tinh vành đai chính được phát hiện ngày 12 tháng 9 năm 1991 bởi F. Borngen ở Tautenburg.